# Guillaume Farel
Pour les articles homonymes, voir Farel (homonymie).
Guillaume Farel (Fareau en occitan vivaro-alpin), né dans le village des Fareaux (commune de Gap) en 1489, et mort à Neuchâtel le 13 septembre 1565, est l'un des pionniers du mouvement de la réforme protestante et a joué un rôle important dans l’expansion du protestantisme en Suisse romande.

## Biographie

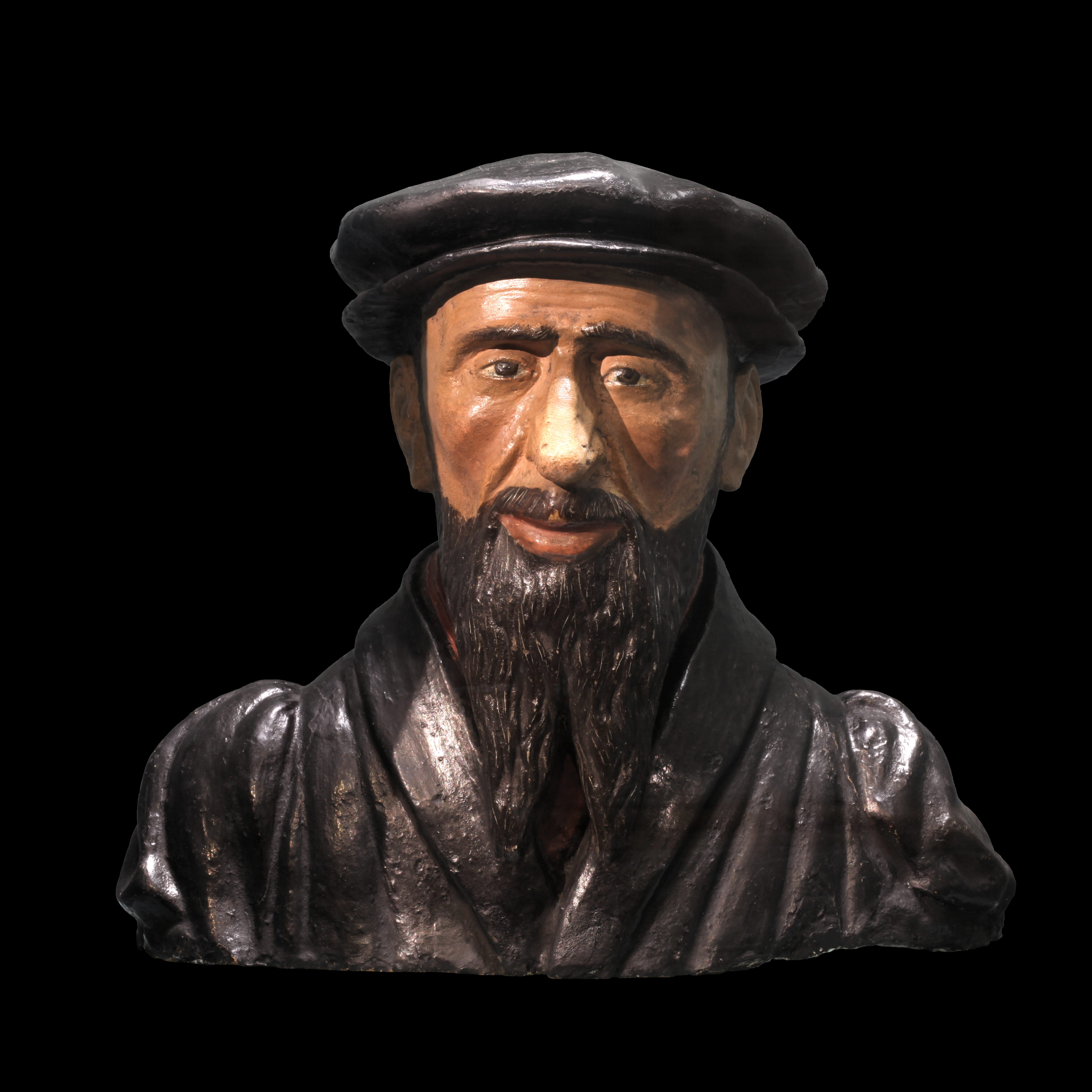
Buste de Farel, terre cuite peinte, XVIe siècle. Exposé au musée d'art et d'histoire de Neuchâtel.

Issu d’une famille noble,, il est le fils d'Antoine Farel, notaire et secrétaire du chapitre de Gap, et Anastasie d'Orcières. Farel part étudier à Paris à l’âge de 20 ans, fréquente Lefèvre d’Étaples au collège du Cardinal-Lemoine, et fait partie du cénacle de Meaux, réuni par l’évêque Guillaume Briçonnet qui lance une expérience évangélique dans les années 1519-1525.
Après une condamnation par la Sorbonne, il prêche avec ferveur dans le Dauphiné et en Suisse. À Bâle, l'opposition d'Érasme, hostile à la Réforme, lui vaut d'être exclu de la ville en 1524. Il se rend à Montbéliard et à Strasbourg, chez Martin Bucer.
En Suisse, Farel se met en 1525 au service des Bernois pour propager la Réforme dans le Pays de Vaud.
Il voyage ainsi à Aigle, Orbe, Grandson, Yverdon, se faisant passer pour un maître d'école pour que ses propos soient plus acceptables. Il voyage aussi à Neuchâtel et Genève. Sous son impulsion, Neuchâtel passe à la Réforme en 1530. À Zurich, il rencontre Ulrich Zwingli.
A Orbe, Farel exerce une grande influence sur le jeune Pierre Viret. Ce dernier, à son exemple, deviendra l'un des grands réformateurs de cette époque. Pierre Viret, Guillaume Farel, Théodore de Bèze et Jean Calvin sont les principaux acteurs francophone de la Réforme protestante, tant en Suisse qu’en France. Pierre Viret est le seul réformateur d’origine suisse romande. Au côté de Viret, Calvin et Pierre Caroli, Guillaume Farel joue un rôle considérable à la Dispute de Lausanne organisée par les autorités bernoises en octobre 1536.
Farel prêche à Genève de 1532 à 1536 et la ville adopte la Réforme en mai 1536. Il y devient ministre du culte et, en été 1536, convainc Jean Calvin, de passage à Genève, de rester sur place. Il se brouille cependant avec Calvin à l’occasion de disputes sur la cène, et en raison de l'union de Farel avec une jeune fille de 18 ans, qui fait scandale. Il est banni de Genève en 1538 pour son rigorisme excessif et se retire à Neuchâtel, ville dans laquelle il amène la réforme. Il participe à un groupe de réflexion dont fait également partie Antoine Marcourt, à l'origine de l'affaire des Placards.

### Farel à Montbéliard
À l’invitation du comte de Montbéliard, Georges Ier de Wurtemberg, Farel prêche la réforme à la population montbéliardaise, protestante depuis 1524-1525. Son empreinte est encore assez sensible dans le pays de Montbéliard. Selon la légende, il aurait prêché sur un étal appelé pierre à poissons situé sur la place Denfert-Rochereau, et qui est aujourd’hui le plus ancien monument de cette ville.

### Metz
En 1542, il est invité par le maître-échevin de Metz Robert de Heu, qui assiste son frère Gaspard, son successeur au poste de maître-échevin. La famille, majoritairement protestante, invite Guillaume Farel a prêcher les idées de la Réforme dans la ville libre de Metz et réside au château de Montoy qui deviendra un haut-lieu du protestantisme en Lorraine. Il y reste un an puis retourne à Neuchâtel pour y revenir à de multiples reprises (1561, 1562 et 1565).

### Neuchâtel
Fin 1529, Guillaume Farel fait sa première apparition en ville de Neuchâtel, il est attendu et accueilli chez Jacob Windemuth, un bourgeois proche des Bernois. Cette année même où le comté de Neuchâtel est restitué à sa souveraine Jeanne de Hochberg par les cantons suisses. Malgré les recommandations faites à Farel de prêcher sans se mêler de politique, ce dernier en est résolument incapable, la réformation doit impliquer un changement sociétal.
Le 15 août 1530, Farel se rend au Val-de-Ruz et à Cernier. En rentrant en ville de Neuchâtel, un groupe de prêtres l'attend à Valangin. Un échange houleux soutenu par une série d'arguments fini de provoquer Farel qui se lance dans un débat public. Une partie de l'entourage de la comtesse, dont plusieurs femmes, descendent du Château de Valangin pour s'en prendre à Farel. Ce dernier arrive à s'en réchapper sans avoir manqué d'en perdre la vie.
Les 23 et 24 octobre 1530, des émeutes éclatent à la suite du prêche de Farel à la Collégiale de Neuchâtel du dimanche 23. Sa position qui blâme vivement le culte des saints et de la Vierge trouve écho dans ses auditeurs qui s'en prendront à de nombreux objets de piété, statues et tableaux. À la suite de cet événement, le gouverneur Georges de Rive réunit les Conseils et tente de maintenir la fidélité à la foi de leur souveraine. En vain, les conseillers répondent à Georges de Rive que l'autorité de leur souveraine ne s'étend pas jusqu'aux questions de religion.
Le 4 novembre de la même année un vote a lieu et la Réforme est acceptée à une courte majorité. La messe abolie en ville, les réformés peuvent propager leurs idées dans le reste de la région. Les dîmes sont toujours versées à la comtesse. Les catholiques sont encore nombreux et les insultes et attaques de Farel à leur égard se succéderont encore longtemps. Le 4 juin 1531, Farel se rend à la collégiale de Valangin et y profane de façon provocatrice une hostie en pleine messe,.
Farel est nommé pasteur par la ville de Neuchâtel en 1536. Sa doctrine s'appuie sur la justification de la foi en Jésus-Christ et la sanctification par une vie reconnaissante de la grâce qui a été accordée. Dans la construction de l'Église réformée, plusieurs crises liées entre autres au principe de l'excommunication ainsi que de la gestion des biens ecclésiastiques surviendront. Farel est tenté lors de ces crises de quitter Neuchâtel et il l'est en 1542 pour Metz, ville dans laquelle il réside un an avant de revenir à Neuchâtel.
En 1558, et malgré les tentatives de Calvin de l'en dissuader à cause de la grande différence d'âge, il épouse la jeune Marie Torel, 18 ans, alors qu'il en a 69.
Un deuxième voyage à Metz a lieu en 1562, puis un dernier au printemps 1565. Le réformateur fortement affaibli dans sa santé décède à Neuchâtel en 1565, à l'âge de 76 ans.

## Théologie
Les aspects théologiques de sa doctrine sont résumés par lui-même dans ce qui est considéré comme son meilleur ouvrage : "Le Sommaire".
Il croit en la justification de la foi en Jésus-Christ seul (Sola gratia) et porte beaucoup d'importance à la sanctification par une vie reconnaissante qui découle d'un don immérité. L'Évangile est selon lui la vraie puissance de Dieu pour le salut de tout croyant, la consolation des affligés et la délivrance des captifs.
Sa doctrine s'oppose fortement à l'idée d'un purgatoire qu'il indique ne pas trouver dans la Bible. Le réformateur se base sur les évangiles de Matthieu et de Marc pour étayer sa thèse en citant que celui qui croira sera baptisé et sauvé tandis que celui qui ne croira pas sera condamné. Le purgatoire n'a donc pas de sens pour lui.

## Œuvres théologiques en français
- Lettres manuscrites autographes de Guillaume Farel envoyées à d'autres réformateurs (notamment Jean Calvin, etc.) et reçues par lui, sont conservées aux Archives de l'État de Neuchâtel[13].

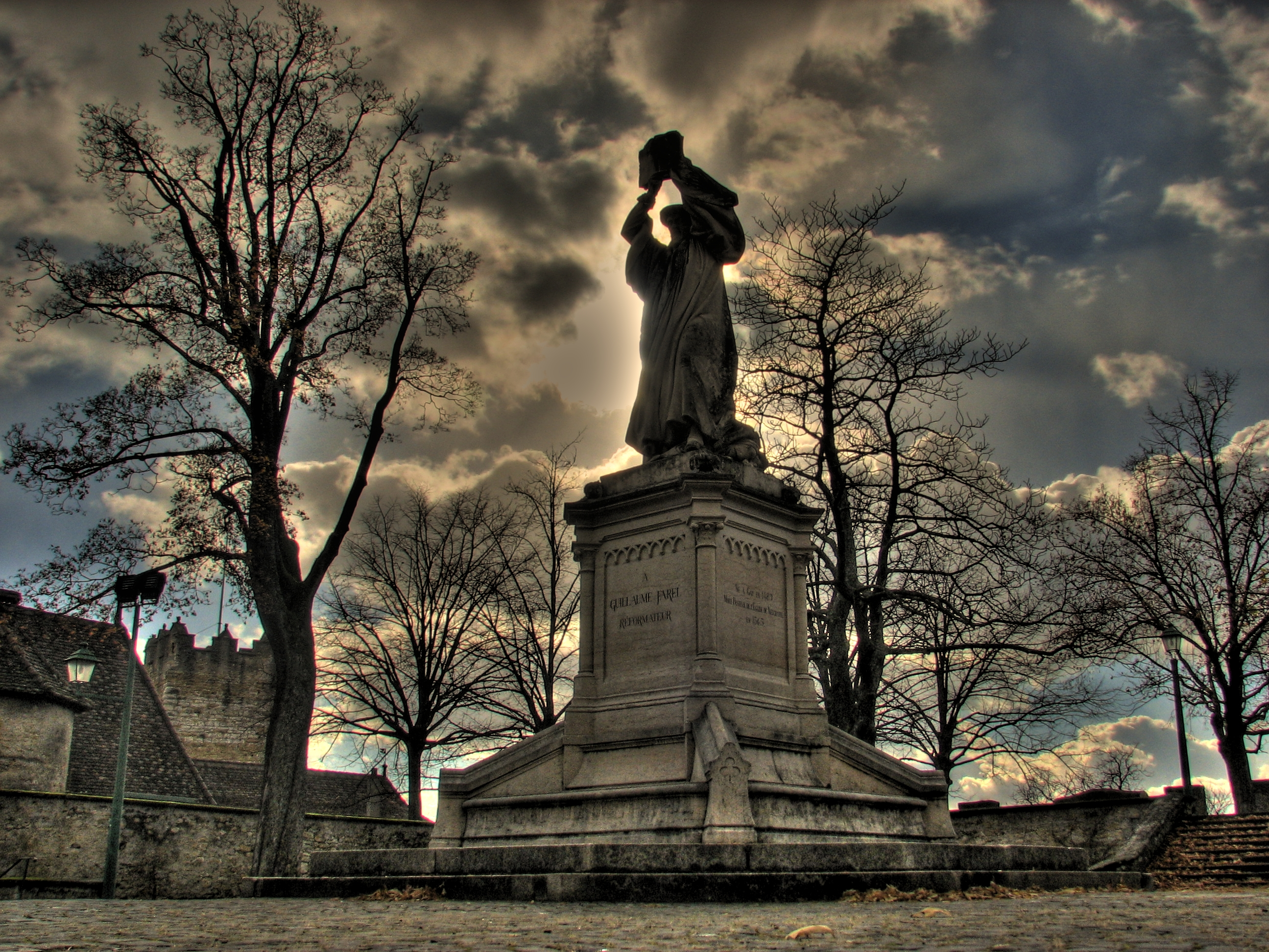
Statue de Guillaume Farel sur l'esplanade de la collégiale de Neuchâtel.

- Le Glaive de l’esprit.
- La Sainte Cène du Seigneur.
- Le Sommaire.

### Coordonnées des lieux mentionnés
1. ↑  Les Fareaux : 44° 37′ 36″ N, 6° 04′ 51″ E.
2. ↑  Place Denfert-Rochereau : 47° 30′ 32″ N, 6° 47′ 43″ E.

### Sources
- Frances A. Bevan, Vie de Guillaume Farel, Lausanne, H. Mignot, 1885, 398 p. (lire en ligne).
- Fonds : Archives de la société des pasteurs et ministres neuchâtelois (13e-20e).  Cote : PAST. Archives de l'État de Neuchâtel (présentation en ligne).